# Controguerra
Controguerra est une commune de la province de Teramo, dans les Abruzzes, en Italie.

## Économie
- Le vignoble Controguerra.

## Administration
| Période                                  | Période  | Identité                    | Étiquette       | Qualité |
| ---------------------------------------- | -------- | --------------------------- | --------------- | ------- |
| 27 mai 2003                              | En cours | Mauro Giovanni Scarpantonio | Centro-Sinistra |         |
| Les données manquantes sont à compléter. |          |                             |                 |         |

### Hameaux
San Giovanni, San Giuseppe, Pignotto, Piane Tronto, Torretta.

### Communes limitrophes
Ancarano, Colonnella, Corropoli, Monsampolo del Tronto (AP), Monteprandone (AP), Nereto, Spinetoli (AP), Torano Nuovo.

## Jumelages
- Połczyn-Zdrój (Pologne) depuis 2003 ;
- Templin (Allemagne) depuis 2013.